# 밴디트 키스
밴디트 키스(バンデット・キース / Bandit Keith)는 유희왕의 등장인물으로, 또 다른 명칭은 키스 하워드(キース・ハワード / Keith Howard)이다.
성우는 김환진이다.

## 소개
페가수스 J. 크로포드에게 패배한 후 온갖 반칙을 일삼으며 듀얼리스트 킹덤에서 재기하지만 준결승전에서 죠노우치 카츠야에게 패배한다. 반칙패를 당하고 킹덤에서 추방되었다. 이후 구울즈의 총수인 마리크 이슈타르에게 이용당하다가 결국 이성을 잃고 듀얼장에서 뛰쳐나오게 된다.